# Juwan Howard
Juwan Antonio Howard (Chicago, 7 de fevereiro de 1973) é um ex-jogador norte-americano de basquete profissional e atual assistente técnico do Brooklyn Nets da National Basketball Association (NBA). Antes de ingressar nos Nets em 2024, Howard foi o treinador principal da Universidade de Michigan de 2019 a 2024.
Howard jogou basquete universitário por Michigan e fez parte do lendário time apelidado de Fab Five. Ele foi selecionado pelo Washington Bullets como a quinta escolha geral no draft da NBA de 1994. Ele se tornou o primeiro jogador da NBA a assinar um contrato de US$ 100 milhões. Com o Miami Heat, ele conquistou dois títulos da NBA em 2012 e 2013.
Após se aposentar como jogador em 2013, ele permaneceu na organização do Heat como assistente técnico durante seis temporadas, antes de aceitar a posição de treinador principal em Michigan em 2019.

## Primeiros anos
A mãe de Howard, Helena, trabalhava em um restaurante de Chicago quando engravidou de Juwan. O pai de Howard, Leroy Watson, havia acabado de retornar do serviço militar e começado a trabalhar em uma empresa telefônica na cidade. Os dois se casaram rapidamente assim que perceberam que Helena estava grávida. Durante a primeira semana de vida de Howard, sua mãe, ainda estudante no ensino médio, o manteve em uma gaveta.
Helena, com apenas 17 anos, não queria ser sobrecarregada com a responsabilidade de criar seu filho, então sua avó, Jannie Mae, o adotou. Embora sua mãe o visitasse ocasionalmente enquanto ele crescia, foi sua avó quem o criou, junto com dois primos. Howard não tem irmãos e não tem uma relação próxima com seus pais biológicos; sua avó foi a principal influência em sua vida.
Ele se mudou com ela para vários projetos de habitação de baixo rendimento, onde Jannie Mae o manteve longe de problemas e das gangues enquanto ele crescia.

## Carreira no ensino médio
Howard estudou na Chicago Vocational Career Academy, onde jogou basquete por três temporadas no time principal. A escola contava com um ginásio sem aquecimento e sem vestiários, o que fazia com que a equipe se trocasse para os jogos em uma sala de história. Apesar dessas condições, Howard foi nomeado All-American em 1991 pela revista Parade e também recebeu a honraria de McDonald's All-American. Além disso, ele foi selecionado para a National Honor Society e foi coroado rei do baile de formatura de sua escola.
No início de seu segundo ano, em 1988, Howard tinha 15 anos e já era considerado um recrutamento promissor para 1991. Ele foi visto como um dos melhores jogadores de basquete do ensino médio na área metropolitana de Chicago. Após seu tempo no Nike camp em seu terceiro ano, sua casa foi invadida por recrutadores. Howard fez a seguinte declaração: "Entrem em contato com meu técnico. Não quero que minha avó e minha tia fiquem chateadas com as ligações a todo momento, durante o dia e a noite. Eu não sou a única pessoa que mora nesta casa. Acho que meus desejos devem ser respeitados. Se não forem, quando chegar a hora de tomar minha decisão, levarei isso em consideração." Durante a visita da Universidade de Michigan, a avó de Howard preparou um jantar para o treinador principal, Fisher, e seus assistentes Mike Boyd e Brian Dutcher. Howard se aproximou muito do assistente técnico Kirskey, frequentemente ficando na casa dele e usando seu carro depois que obteve sua carteira de motorista. Durante o período de visitas de 30 dias no verão de 1990, Dutcher assistiu a Howard treinar por 28 dias consecutivos. Dutcher desenvolveu uma compreensão sobre a dinâmica da relação de Howard com sua avó. Enquanto outros treinadores, como Lute Olson, quase a ignoraram durante o recrutamento, Dutcher entendeu que ela era a principal influência na vida de Howard e percebeu que Kirskey também tinha influência sobre ele. Dutcher incentivou Fisher a contratar Kirskey para um acampamento de basquete de verão, que se tornou a introdução de Howard a Ann Arbor, Michigan.
Na hora de tomar sua decisão, Howard era considerado um dos cinco melhores jogadores seniores do país, mas, ao contrário de muitos recrutamentos de alto nível, ele decidiu não realizar uma coletiva de imprensa para anunciar sua escolha. Embora o período oficial de assinatura fosse entre 14 e 21 de novembro de 1990, ele escolheu Michigan em 2 de novembro. A avó de Howard faleceu de um infarto algumas horas após ele anunciar sua decisão e ele se mudou para a casa de seu treinador de ensino médio, Richard Cook.

## Carreira universitária

### Primeiro ano

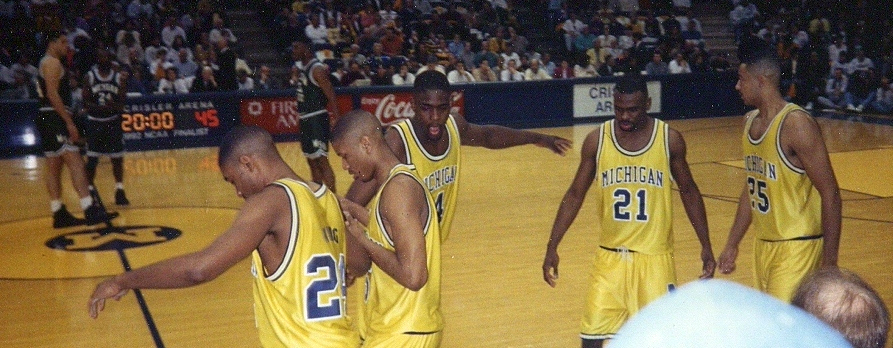
Os *Fab Five* de Michigan (da esquerda para a direita) Jimmy King, Jalen Rose, Chris Webber, Ray Jackson e Howard.

Howard se matriculou na Universidade de Michigan e se juntou aos seus colegas calouros para a temporada de 1991–92, formando um grupo que ficou conhecido como "Fab Five". Ele também se juntou aos futuros nomes da NBA, Eric Riley e Rob Pelinka. No início de sua temporada de calouro, Howard foi titular em alguns jogos e saiu do banco em outros para a altamente classificada equipe de Michigan. Com o tempo, ele conquistou uma vaga de titular em vez de Riley.

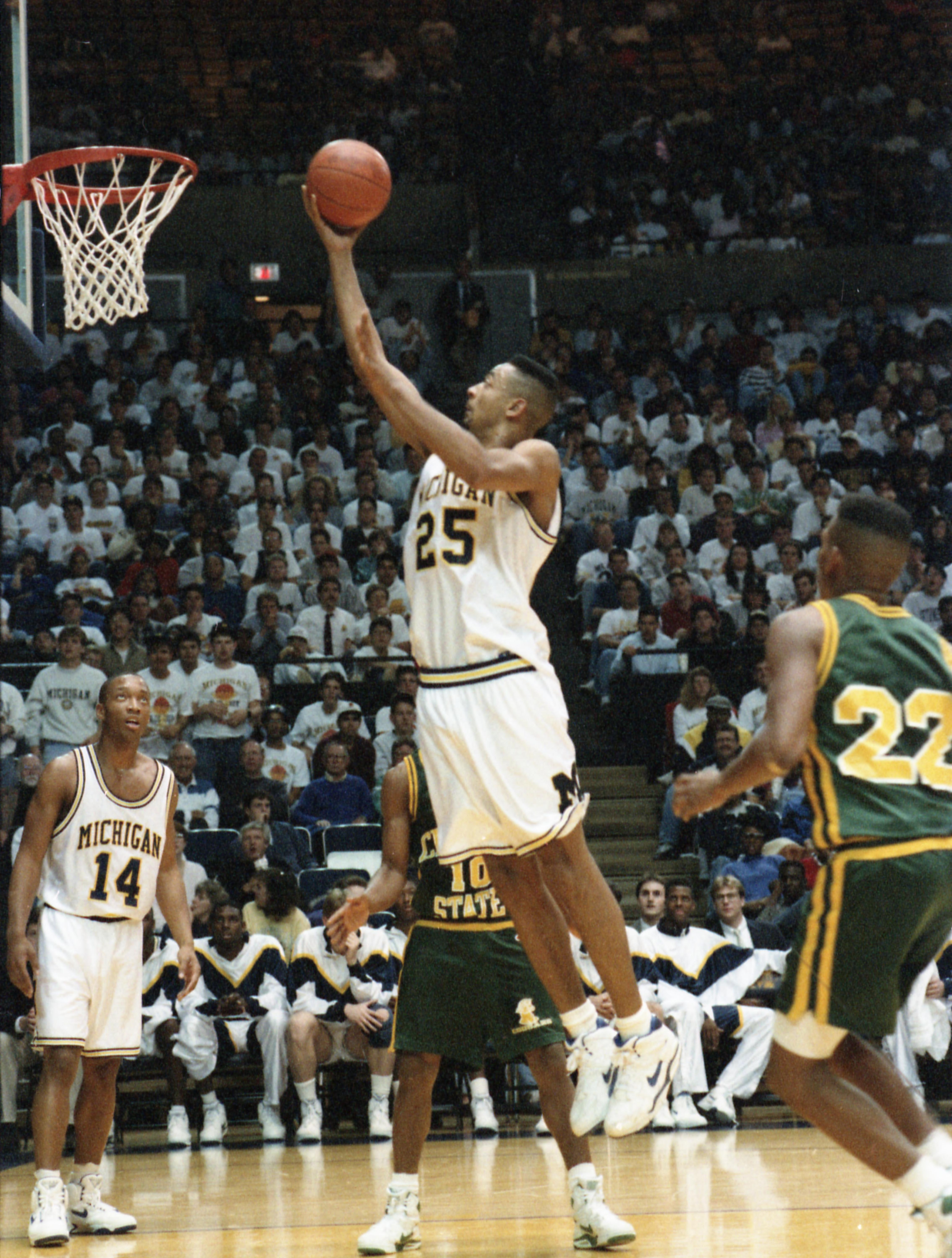
Howard em 1991 jogando contra Chicago State.

No primeiro confronto de Michigan contra Illinois, Howard marcou 13 pontos e conseguiu bloquear o arremesso de Deon Thomas com eficácia, limitando-o a apenas 8 tentativas de arremesso. No Elite Eight do Torneio da NCAA de 1992, Michigan enfrentou uma equipe do Ohio State, liderada por Jimmy Jackson, que havia derrotado Michigan duas vezes na temporada regular por margens de dois dígitos. Michigan venceu o jogo de rematch, no qual o "Fab Five" marcou todos os pontos da equipe, exceto dois. A vitória deu aos Wolverines uma vaga no Final Four, onde enfrentaram Cincinnati, treinada por Bob Huggins. Howard, King e Riley rasparam a cabeça para a partida. Michigan venceu e garantiu uma revanche contra a equipe de Duke Blue Devils, que havia vencido Michigan por três pontos na prorrogação em dezembro. Na primeira partida, Howard havia marcado apenas quatro pontos.
Antes do jogo final, Howard estava com cólicas estomacais e febre, e recebeu líquidos para combater a desidratação. Como resultado, ele foi dispensado das reuniões obrigatórias com a mídia. Howard fez parte de uma rotação com Webber e Riley para defender o Jogador Nacional do Ano, Christian Laettner. Duke teve uma grande sequência nos 12 ataques finais e fez uma corrida de 23–6 para vencer por 71–51. Apesar de seu estado, Howard contribuiu com 9 pontos em 29 minutos. Ele ganhou reputação por seus pés rápidos, habilidade para compreender os fundamentos do jogo, excelentes movimentos no garrafão, mas também por sua relação de assistências e turnovers de 1 para 2 e um alto número de faltas.

### Segundo ano
Quando seu segundo ano começou, relatos na mídia alegaram que três jogadores de basquete de Michigan foram pagos com US$ 300 cada para participar de um torneio de basquete beneficente no meio de 1992. Os relatos também sugeriram que alguns outros jogadores, incluindo Howard, apareceram juntos em vários acampamentos de basquete de verão, o que poderia ser uma violação das regras da NCAA. No início da temporada de 1992–93, Michigan retornou com seus nove principais pontuadores e começou a temporada classificado como número um do país pela Associated Press.

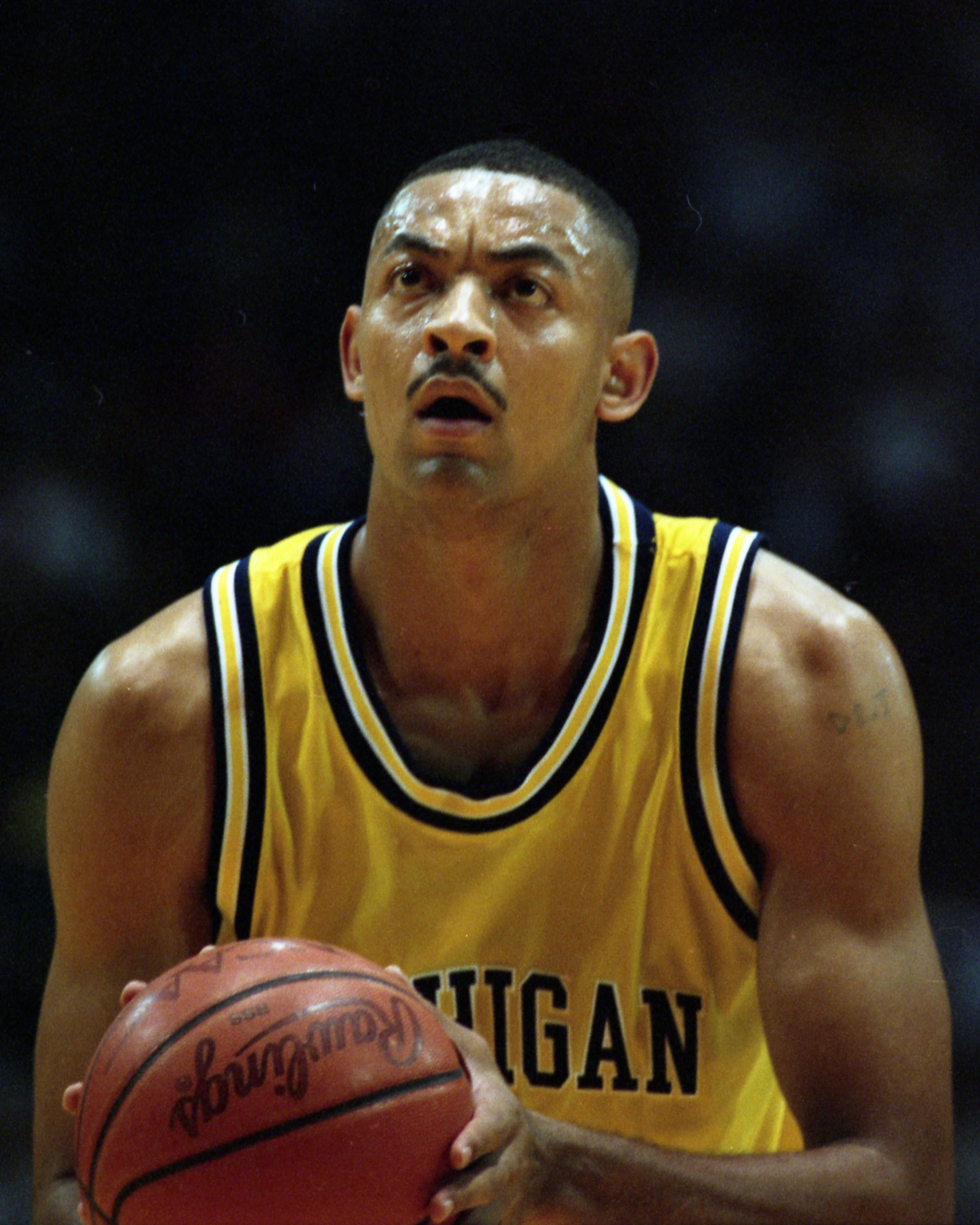
Howard em 1993

Na semifinal do Torneio da NCAA de 1993, contra Kentucky, Howard contribuiu no ataque e conseguiu controlar Jamal Mashburn defensivamente; Mashburn não fez um único arremesso nos últimos 12 minutos do tempo regulamentar. Michigan enfrentou North Carolina na final. Durante o jogo, Howard cometeu sua segunda falta pessoal com 9 minutos restantes no primeiro tempo e foi rapidamente substituído, já que toda a equipe estava lidando com um acúmulo de faltas. O jogo ficou marcado por uma falta técnica contra Webber, que tentou pedir tempo quando os Wolverines já não tinham mais tempo para solicitar, o que levou à vitória dos Tar Heels. Ao longo da temporada, Howard teve médias de 14,6 pontos e 7,4 rebotes.

### Último ano
Durante seu último ano, Howard contraiu catapora em janeiro. Michigan teve um recorde de 21–6 e empatou com Purdue na liderança da conferência com uma partida restante. Michigan então perdeu (pela terceira vez em seus últimos quatro jogos) para Northwestern e terminou em segundo lugar na Big Ten. Após a temporada, Howard foi selecionado para a Primeira-Equipe da Big Ten. Na primeira rodada do Torneio da NCAA de 1994, Howard ajudou Michigan a vencer Pepperdine por 78–74 na prorrogação, marcando 28 pontos e pegando 9 rebotes antes de cometer sua quinta falta. Na segunda rodada, Howard anotou 34 pontos e pegou 18 rebotes, levando o time a uma vitória por 84–79 sobre Texas. Michigan enfrentou Maryland na fase do "Sweet Sixteen". Howard marcou 24 pontos e pegou 11 rebotes antes de cometer sua quinta falta, com 2:49 restantes, na vitória por 78–71. Howard foi eleito o MVP da região com um recorde de 30 pontos e 13 rebotes na rodada do "Elite Eight", apesar de cometer duas faltas nos primeiros dois minutos, e perdeu para Arkansas, que contaram com a presença do presidente dos Estados Unidos, Bill Clinton, como um torcedor vocal.
Em 18 de abril, Howard anunciou sua intenção de entrar no draft da NBA de 1994. Howard estava a 37 créditos de completar os requisitos para o diploma da Universidade de Michigan, mas afirmou que pretendia cumprir a promessa feita à sua avó de que conquistaria seu diploma. Howard deixou Michigan depois de ser nomeado para a Terceira Equipe All-American pela Associated Press durante seu terceiro ano e foi selecionado pelo Washington Bullets como a quinta escolha geral no draft da NBA de 1994.
Embora Howard tenha passado o ano anterior jogando na NBA, ele retornou ao campus para participar da cerimônia de formatura com seus colegas de classe. Durante a cerimônia, a palestrante principal, Marian Wright Edelman, fez um reconhecimento especial a Howard e aos companheiros de Fab Five, King e Jackson, que se formaram juntos, e destacou que a formatura de Howard o tornava um modelo a ser seguido para as crianças.

## Carreira profissional

### Washington Bullets / Wizards (1994–2001)

#### Temporada de 1994–95: Calouro
No início da temporada de 1994–95, os jogadores e proprietários da NBA ainda não haviam chegado a um acordo sobre os termos de um novo contrato coletivo e Howard estava sem contrato duas semanas antes do início da pré-temporada. Ele continuou a treinar em Chicago no final de setembro, em meio a rumores de que seus direitos de draft poderiam ser trocados para outro time. Em 9 de novembro, Carlos Rogers, 11ª escolha no draft de 1994, assinou contrato com a NBA, tornando Howard o último selecionado na primeira rodada sem um contrato. Ele perdeu a maior parte do primeiro mês da temporada e ficou hospedado em um hotel próximo ao Aeroporto Internacional O'Hare enquanto as negociações se prolongavam. Em 17 de novembro, Howard assinou o que se acreditava ser um contrato de 12 anos e US$37,5 milhões. Mais tarde, o contrato foi descrito como um acordo de 11 anos e US$36 milhões, com uma cláusula de saída. Após assinar, Howard foi reunido com seu ex-companheiro de Michigan, Chris Webber, que foi trocado do Golden State Warriors para os Bullets em 18 de novembro. Após a chegada de Webber, muitos esperavam que a dupla do Fab Five trouxesse sucesso ao time, comandado por Wes Unseld. A linha de frente dos Bullets seria formada por Webber, Howard e Kevin Duckworth, com Gheorghe Mureșan, um pivô romeno de 2,31 metros, vindo do banco. Jogadores como Rex Chapman, Don MacLean, Calbert Cheaney, Mitchell Butler e Scott Skiles também eram esperados para garantir um bom jogo de perímetro. Especialistas projetavam os Bullets como candidatos ao título da Conferência Leste.
A estreia de Howard/Webber com os Bullets contra o Boston Celtics quebrou recordes de audiência de TV para o time. No entanto, a troca de início de temporada deixou o time em um estado de confusão, devido à falta de familiaridade entre os jogadores, o que resultou em dificuldades de comunicação dentro de quadra. Eventualmente, Howard passou a integrar a linha titular. Como ala-pivô, ele obteve números impressionantes após se tornar um titular regular. Em 11 de fevereiro de 1995, Howard participou dos eventos do Fim de Semana do All-Star como membro do Desafio de Novatos. No fim da temporada, ele foi selecionado para a Segunda-Equipe de Novatos e se tornou o segundo jogador dos Bullets (desde a criação do prêmio em 1981) e o primeiro desde Jeff Ruland em janeiro de 1982 a ser nomeado "Novato do Mês" da NBA. Durante esse mês, ele teve médias de 20,1 pontos, 8 rebotes e 1,2 bloqueios em 14 jogos, incluindo seus dois primeiros jogos com 30 pontos. No mês seguinte, Howard sofreu uma lesão no tornozelo, ficando de fora de 10 jogos (todos derrotas dos Bullets). Ao final da temporada, ele teve médias de 17,0 pontos e registrou 17 duplos-duplos em 65 jogos disputados (52 como titular), com um total de 30 pontos ou mais em três ocasiões.
Ao final de sua temporada de novato, Howard completou seu curso universitário e se formou pela Universidade de Michigan, tornando-se o primeiro jogador da NBA a se graduar depois de deixar a universidade mais cedo.

#### Temporada de 1995–96: All-Star Game
Antes da temporada de 1995–96, os Bullets eram considerados favoritos ao título, com Webber, Howard, Mureșan, Mark Price e Robert Pack compondo um elenco forte. No entanto, Webber, Price e Pack perderam quase toda a temporada devido a lesões.
Howard conquistou sua única seleção para o All-Star Game em 11 de fevereiro de 1996. Ele encerrou a temporada marcando pelo menos 20 pontos em seus últimos 16 jogos. Howard se tornou apenas o segundo jogador na história da franquia a registrar jogos consecutivos de 40 pontos, depois de Bernard King. Ele fez 40 pontos contra o Boston Celtics em 17 de abril de 1996 e 42 pontos contra o Toronto Raptors em 19 de abril de 1996. Os 42 pontos foram seu recorde pessoal. Seu desempenho impressionante lhe garantiu o prêmio de Jogador do Mês da NBA em abril.
Apesar das lesões dos jogadores-chave, a temporada de 1995–96 foi a melhor de Howard, estatisticamente. Ele terminou a temporada em terceiro lugar na NBA em minutos jogados, sexto em pontos marcados e décimo em pontos por jogo (22,1). Howard foi o maior pontuador dos Bullets. Ao longo da temporada, ele acumulou 22 duplos-duplos em 81 jogos, incluindo 6 nos últimos 8 jogos. No final da temporada, foi nomeado para o All-NBA Team. Além das duas performances de 40 pontos, ele teve 3 jogos de 30 pontos e marcou pelo menos 20 pontos em 56 de seus 81 jogos. Com médias de 22,1 pontos, 8,1 rebotes e 4,4 assistências, Howard ajudou os Bullets a alcançar 39 vitórias. No entanto, isso não foi suficiente para que a equipe chegasse aos playoffs, marcando sua nona temporada consecutiva de derrotas.

#### Temporada de 1996–97: Free agency
Howard se tornou agente livre quando os Bullets realizaram algumas transações para liberar espaço no teto salarial. A franquia ofereceu a Howard um contrato de US$89 milhões, mas o Miami Heat superou a oferta com um acordo de sete anos estimado entre US$98 e US$101 milhões. No entanto, de acordo com o escritório da NBA, o Heat cometeu um erro ao calcular o teto salarial, excluindo bônus de desempenho para Tim Hardaway e P.J. Brown, e não levando em consideração o impacto da renegociação do contrato de Alonzo Mourning antes de firmar o acordo com Howard. A NBA rejeitou o contrato em 31 de julho porque o salário de US$9 milhões para a temporada de 1996–97 fez o Heat ultrapassar o teto salarial. Em 5 de agosto, Howard assinou novamente com os Bullets, tornando-se o primeiro jogador da história da NBA a assinar um contrato superior a US$100 milhões. A NBA decidiu que os Bullets poderiam recontratar Howard após renunciarem aos seus direitos em 15 de julho para liberar espaço no teto salarial e contratar Tracy Murray e Lorenzo Williams, desde que desistissem de seu direito à escolha de primeira rodada no draft da NBA de 1997. Como Howard estava retornando à sua equipe original, os Bullets não estavam sujeitos às limitações do teto salarial. O Heat tentou uma ação legal nos tribunais estaduais da Flórida, buscando reconhecimento da validade e superioridade do contrato anterior, mas desistiu da ação, evitando possíveis penalidades da NBA.
Em um movimento contra a violência armada, o proprietário dos Bullets, Abe Pollin, buscou mudar o nome da franquia, e os Bullets passaram a ser chamados de Washington Wizards, após uma votação entre os fãs.
Em 11 de novembro de 1996, Howard falhou em um teste de sobriedade após ser pego em alta velocidade e foi acusado de dirigir sob efeito de álcool. No mês seguinte, ele se declarou inocente e se comprometeu a participar de um programa de reabilitação e educação sobre álcool. Após a demissão do técnico Jim Lynam, que levou os Bullets a uma campanha de 22–24, a equipe contratou Bernie Bickerstaff, que conseguiu um recorde de 22–13. Ao longo da temporada de 1996–97, Howard acumulou 24 duplos-duplos em 82 jogos, com médias de 19,1 pontos e 8,1 rebotes. Embora tenha mantido uma média de mais de 19 pontos e jogado todas as 82 partidas da temporada, Howard só alcançou a marca de 30 pontos em dois jogos durante a temporada regular. O time terminou a temporada regular com um recorde de 44–38, mas foi varrido na primeira rodada dos playoffs da Conferência Leste pelo Chicago Bulls. A participação nos playoffs de 1997 foi a única de Howard em suas seis temporadas com os Bullets e ele teve uma média de 18,7 pontos e 6 rebotes, jogando 43 minutos por jogo. Essa foi também a primeira vez que a franquia chegou aos playoffs desde 1988.

#### Temporada de 1997–98
Na temporada de 1997–98, os Wizards se mudaram para o MCI Center. Durante essa temporada, Howard acumulou 11 duplos-duplos em 64 jogos com médias de 18,5 pontos e 8,0 rebotes. Ele marcou entre 20 e 29 pontos em 31 ocasiões, mas não conseguiu ultrapassar os 30 pontos em nenhum jogo. 
Howard sofreu uma lesão no tornozelo que o deixou fora de ação entre 5 de fevereiro e 17 de março. Durante a única temporada completa de Bernie Bickerstaff como técnico dos Wizards, a equipe terminou com um recorde de 42–40, mas ainda assim não conseguiu alcançar os playoffs. A lesão e a temporada inconsistente marcaram mais um ano difícil para os Wizards, que não conseguiram se destacar na Conferência Leste.

#### Temporada de 1998–99
Após o lockout da NBA em 1998–99, os Wizards registraram um recorde de 18–32 na temporada encurtada. O time começou com 13–19 sob o comando de Bernie Bickerstaff, e depois caiu para 5–13 com Jim Brovelli após a demissão de Bickerstaff. Howard foi um crítico vocal de Bickerstaff durante toda a sua gestão, alegando que o técnico não conseguia fazer os ajustes adequados durante os jogos.
Durante a temporada de 1998–99, Howard sofreu mais uma lesão no tornozelo, o que o fez perder os últimos 14 jogos da temporada. Mesmo com a lesão, ele registrou 11 duplos-duplos e duas partidas com 15 rebotes, em 36 jogos disputados, mantendo médias de 18,9 pontos e 7,0 rebotes. Embora seus números individuais continuassem impressionantes, o desempenho coletivo do time foi abaixo das expectativas, e a temporada foi marcada pela instabilidade e mudanças na comissão técnica.

#### Temporada de 1999–00
Durante a temporada de 1999–2000, Howard registrou 10 duplos-duplos em 82 jogos com médias de 14,9 pontos e 8,1 rebotes. Os Wizards começaram mal a temporada com um recorde de 14–30 sob o comando do técnico Gar Heard, antes de melhorar um pouco com a troca de treinador, indo para 15–23 sob o comando de Darrell Walker. De acordo com Sam Smith, do Chicago Tribune, Howard se tornou impopular e um pouco desapontante em sua sexta temporada em Washington.
Embora tenha mostrado flashes de sua habilidade, incluindo duas partidas de 30 pontos, com um recorde de temporada de 36 pontos em uma vitória contra os Raptors em uma recuperação no quarto período para encerrar uma sequência de cinco derrotas seguidas, o desempenho de Howard e da equipe no geral não foi satisfatório. Durante a offseason, seu nome apareceu em rumores de troca envolvendo Patrick Ewing, com a troca sugerida como uma forma de melhorar a posição do time no mercado de agentes livres de 2001.
Após o fim da temporada, o treinador Darrell Walker foi substituído por Leonard Hamilton, que se tornou o sexto treinador da equipe desde a última vez que os Wizards haviam se classificado para os playoffs, quatro anos antes. A mudança de técnico e os rumores de troca refletiram a instabilidade contínua da franquia durante essa fase de reconstrução.

#### Temporada de 2000–01
Embora já tivesse se passado cinco anos desde sua única aparição no All-Star Game, Howard foi o quarto jogador mais bem pago da NBA durante a temporada de 2000–01, ficando atrás de Kevin Garnett, Shaquille O'Neal e Alonzo Mourning. Ele, junto com Rod Strickland e Chris Webber, formava parte de um grupo de estrelas do time que recebia ao menos US$ 10 milhões por temporada.
Em 31 de dezembro de 2000, Howard estabeleceu seu recorde pessoal de 15 lances livres convertidos em uma partida contra o Detroit Pistons. Isso destacou seu desempenho no ataque, especialmente no aspecto de sua agressividade para forçar faltas e aproveitar as oportunidades na linha de lance livre. Esse tipo de performance foi uma das poucas brilhantes em meio à um período instável para os Wizards.

### Dallas Mavericks (2001–2002)
Em 22 de fevereiro de 2001, durante o prazo final de trocas da NBA, Michael Jordan, que havia se tornado o chefe de operações de basquete dos Wizards, trocou Juwan Howard, Obinna Ekezie e Calvin Booth para o Dallas Mavericks em troca de Christian Laettner, Loy Vaught, Etan Thomas, Hubert Davis, Courtney Alexander e US$ 3 milhões. A troca foi amplamente elogiada por liberar espaço no teto salarial para os Wizards, que estavam se preparando para a primeira temporada da NBA com um imposto de luxo. Para os Mavericks, a troca forneceu um reforço ofensivo na forma de Howard, que assumiu a posição de ala-pivô titular. Isso permitiu que Dirk Nowitzki jogasse como ala e Shawn Bradley permanecesse no posto de pivô. Howard se juntou a outros nomes de destaque como Michael Finley, Steve Nash e Nowitzki, e se tornou o jogador mais bem pago da equipe.
Durante a temporada de 2000–01, Howard teve um desempenho notável, registrando 16 duplos-duplos e cinco jogos de 30 pontos em 81 partidas, com médias de 18 pontos e 7,1 rebotes. Em 20 de março de 2001, ele registrou seu recorde da carreira em bloqueios com cinco contra o Portland Trail Blazers. Nos playoffs de 2001, os Mavericks avançaram para a semifinal da Conferência Oeste, derrotando o Utah Jazz por 3 a 2 antes de ser derrotados pelo San Antonio Spurs por 4 a 1. Essa foi a primeira vez na carreira de Howard que ele participou de uma série de playoffs vencida por sua equipe. No primeiro jogo contra o Spurs, Howard foi expulso por uma falta flagrante em Derek Anderson ao derrubá-lo enquanto tentava bloquear uma bandeja. Anderson sofreu uma lesão no ombro, mas Howard, o treinador dos Spurs. Gregg Popovich, e o proprietário dos Mavericks, Mark Cuban, disseram que a falta não teve a intenção de machucar o adversário. Nos 10 jogos dos Mavericks nos playoffs, Howard teve três duplos-duplos e uma média de 13,4 pontos e 8,3 rebotes em 39,1 minutos. 
Na temporada seguinte (2001–02), Howard continuou a produzir, com 17 duplos-duplos e três jogos com 30 pontos em 81 jogos (72 como titular). Ele teve médias de 14,6 pontos e 7,6 rebotes. Essa foi a primeira vez desde sua temporada de "holdout" (quando ele não assinou seu contrato logo no começo da temporada) que ele não foi titular em todos os jogos. O maior destaque dessa temporada foi sua performance em 31 de janeiro, quando registrou 16 rebotes contra o Houston Rockets, seu recorde de carreira em rebotes. 

### Denver Nuggets (2002–2003)
Em 21 de fevereiro de 2002, os Mavericks trocaram Juwan Howard, junto com Donnell Harvey, Tim Hardaway e uma escolha de primeira rodada no draft de 2002, para o Denver Nuggets em troca de Raef LaFrentz, Avery Johnson, Nick Van Exel e Tariq Abdul-Wahad. Na época, Howard era considerado o melhor defensor de low-post dos Mavericks, uma das principais razões para o impacto da troca. Durante sua passagem pelo Denver Nuggets, Howard teve um papel central na equipe.
Em 25 de março de 2002, Howard atingiu a marca de 10.000 pontos na carreira durante uma partida no Madison Square Garden contra o New York Knicks. Ele foi titular em todos os 28 jogos em que participou pelos Nuggets na temporada, mas, apesar de sua produção individual, o time não teve sucesso coletivo. Sob o comando dos técnicos Dan Issel e Mike Evans, a equipe não conseguiu se classificar para os playoffs, enquanto os Mavericks, após a troca, avançaram para a segunda rodada dos playoffs de 2002. No final da temporada, o gerente geral dos Nuggets, Kiki Vandeweghe, havia limpado quase US$ 20 milhões do teto salarial da equipe, deixando-a com poucos veteranos e apenas Howard e Marcus Camby como os jogadores mais conhecidos. Isso resultou em uma equipe em transição, que era uma proposta pouco atraente para treinadores veteranos, levando à contratação de Jeff Bzdelik, um treinador relativamente desconhecido.
Na pré-temporada de 2002, Howard teve um incidente notável durante um jogo contra o Indiana Pacers, quando tentou agredir Al Harrington e Jermaine O'Neal, o que resultou em uma suspensão de dois jogos no início da temporada regular, perdendo US$ 458.000 em salário. O incidente começou com Howard tentando agredir Harrington após um jogo em que ele havia errando nove de suas 10 tentativas de arremesso. Quando O'Neal interveio, houve uma troca de empurrões entre os jogadores, antes de Howard iniciar os socos. Este episódio foi um ponto negativo em uma temporada difícil para ele, já que a equipe estava em reconstrução e sem grandes expectativas.
Durante a temporada de 2002–03, Howard teve uma performance sólida, acumulando 18 duplos-duplos, dois jogos com 30 pontos e três com 15 rebotes em 77 jogos, com médias de 18,4 pontos e 7,6 rebotes. No entanto, os Nuggets terminaram com um recorde de 17-65, o pior da liga, sob o comando de Bzdelik. Howard foi um dos poucos jogadores experientes da equipe, tendo iniciado todos os jogos que disputou. A temporada foi marcada por uma grande luta para encontrar consistência, com três novatos na linha de frente, o que dificultou ainda mais a campanha da equipe. 

### Orlando Magic (2003–2004)
Howard assinou um contrato de cinco anos e US$28 milhões com o Orlando Magic em 16 de julho de 2003; ele havia sido especulado para assinar com o Detroit Pistons ou com o Minnesota Timberwolves.
Durante a temporada, o seu companheiro de equipe, Tracy McGrady, defendeu com sucesso seu título de campeão de pontos, enquanto Howard tentou ser uma influência positiva no vestiário. McGrady perdeu os últimos 10 jogos da temporada devido a problemas no joelho, o que levou às melhores performances de Howard na temporada: 33 pontos e 11 rebotes em 2 de abril contra o Atlanta Hawks e 38 pontos em 12 de abril contra o Chicago Bulls.
Ao longo da temporada de 2003–04, ele teve 16 duplos-duplos e duas atuações com mais de 30 pontos em 81 jogos (77 como titular), enquanto teve médias de 17,2 pontos e 7,1 rebotes. A equipe terminou com um recorde de 21–61, o pior da NBA, sob o comando dos técnicos Doc Rivers e Johnny Davis.

### Houston Rockets (2004–2007)

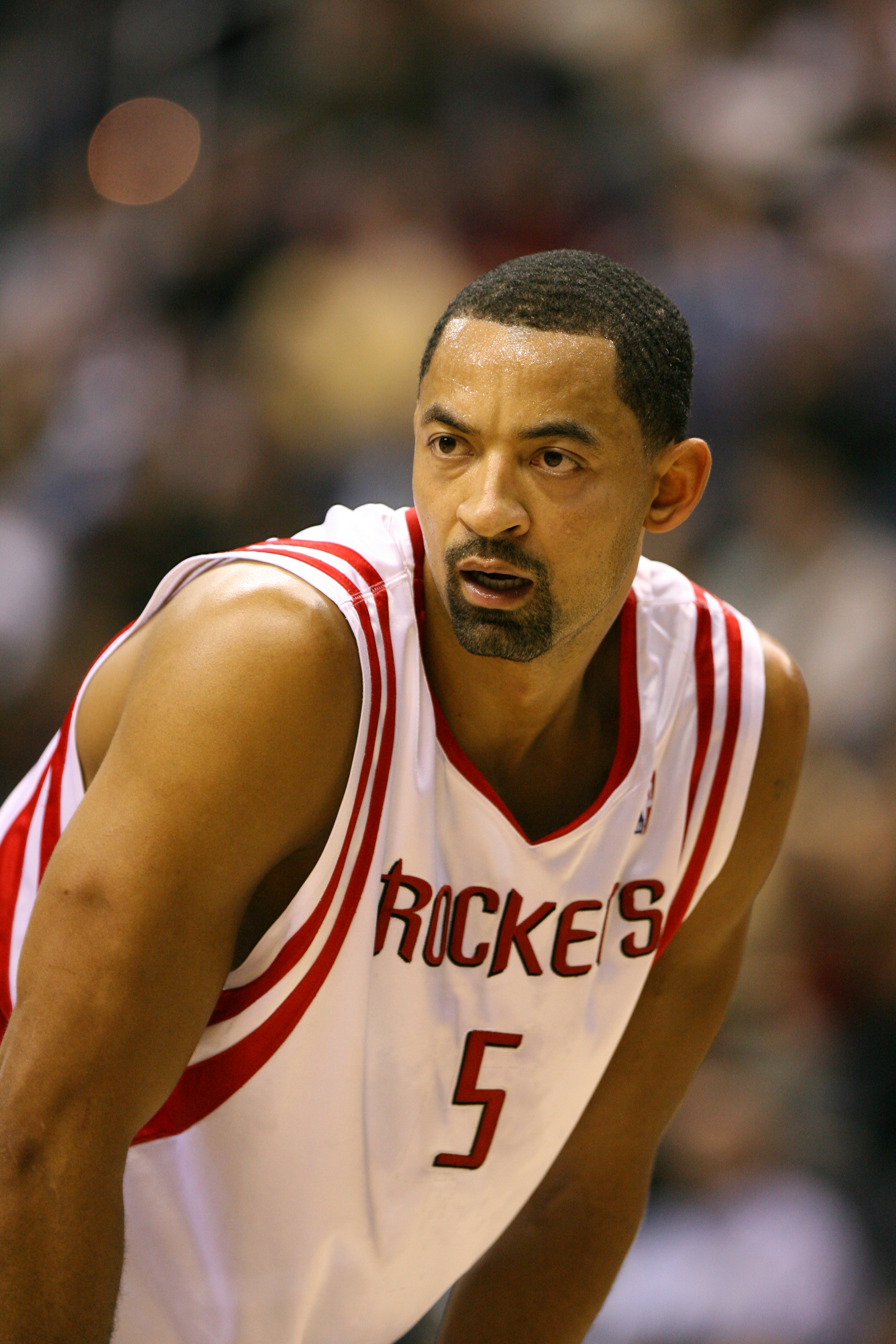
Howard pelo Houston Rockets

Em 29 de junho de 2004, Howard, junto com Tracy McGrady, Tyronn Lue e Reece Gaines, foram trocados por sete jogadores do Houston Rockets. Howard se tornou o ala-pivô titular regular do time em 2 de dezembro e permaneceu como titular pelo resto da temporada.
Os Rockets da temporada de 2004–05 terminaram com um recorde de 51-31 sob o comando de Stan Van Gundy, mas foram eliminados na primeira rodada dos playoffs de 2005 para o Dallas Mavericks. Embora os Rockets tenham alcançado os playoffs, a temporada de Howard terminou em 14 de março, quando ele deixou uma partida com uma lesão no ligamento colateral medial (MCL) do joelho direito. Inicialmente, esperava-se que a lesão o deixasse de fora por quatro semanas. A lesão coincidiu com um período em que Howard desenvolveu sintomas de miocardite viral, incluindo palpitações cardíacas, dores leves no peito e febre, sendo diagnosticado com uma infecção viral no coração. Sua atividade física limitada prejudicou a recuperação do MCL. Ao longo da temporada de 2004–05, Howard registrou sete duplos-duplos em 61 jogos (47 como titular) com médias de 9,6 pontos e 5,7 rebotes.
Durante a temporada de 2005–06, Howard registrou 10 duplos-duplos e duas performances de 30 pontos em 80 jogos (todos como titular) com médias de 11,8 pontos e 6,7 rebotes. Ele jogou 31,7 minutos por jogo, sendo esta a última temporada em que teve média de 30 minutos, além de ser a última temporada em que foi titular em ao menos metade dos jogos em que participou. Os Rockets terminaram com um recorde de 34-48 e ficaram de fora dos playoffs. Howard foi suspenso por um jogo sem pagamento em janeiro por empurrar a bola de basquete na face do armador do Toronto Raptors, Mike James, em um desentendimento após Howard cometer uma falta em James durante uma infiltração. Howard registrou sua maior pontuação na temporada em 17 de abril de 2006, com 31 pontos contra o Denver Nuggets.
Na temporada de 2006–07, Howard registrou nove duplos-duplos em 80 jogos disputados (37 como titular) com médias de 9,7 pontos e 5,9 rebotes. Seus 26,5 minutos por jogo marcaram uma nova baixa na sua carreira. Howard foi titular em apenas 38 jogos, incluindo 32 partidas consecutivas entre 26 de dezembro de 2006 e 3 de março de 2007. Os Rockets de 2006–07 terminaram a temporada regular com um recorde de 52-30. Os Rockets entraram nos playoffs de 2007 com pouca experiência, sendo Howard um dos apenas três jogadores do time (junto com Rafer Alston e Dikembe Mutombo) a já ter vencido uma série de playoffs da NBA. Quando os playoffs começaram, Howard atuou como uma peça importante no banco dos Rockets, que tinha uma rotação curta composta também por Luther Head e Mutombo. Os Rockets conseguiram dividir os primeiros 4 jogos, embora Head e Howard tenham combinado apenas para uma média de 7,6 pontos, incluindo um Jogo 3 sem pontos, com 0 acertos em 10 tentativas. Embora Howard tenha feito uma boa partida no Jogo 5, com 12 pontos e 6 rebotes, contribuindo para a vitória dos Rockets, o time perdeu na primeira rodada dos playoffs de 2007 para o Utah Jazz. Nos playoffs, Howard teve médias de 5,0 pontos e 4,4 rebotes em 22,4 minutos.

### Retorno a Dallas (2007–2008)
Em 14 de junho de 2007, Howard foi trocado para o Minnesota Timberwolves por Mike James e Justin Reed. De acordo com o ESPN, Howard lamentou não ter escolhido Minnesota na última vez em que foi agente livre e estava ansioso para jogar ao lado de Kevin Garnett. No entanto, logo após Howard assinar com o Timberwolves, a equipe trocou Garnett para o Boston Celtics. Howard deixou claro que não estava interessado em jogar em uma equipe de Minnesota focada no desenvolvimento de jovens talentos e, consequentemente, solicitou uma troca assim que Garnett deixou o time. Howard ainda tinha US$6,88 milhões e US$7,38 milhões de salários a receber nos dois anos seguintes, o que tornou sua troca mais difícil. O proprietário do Timberwolves, Glen Taylor, observou que a equipe tentaria acomodar os desejos de Howard, mas reconheceu que isso seria complicado.

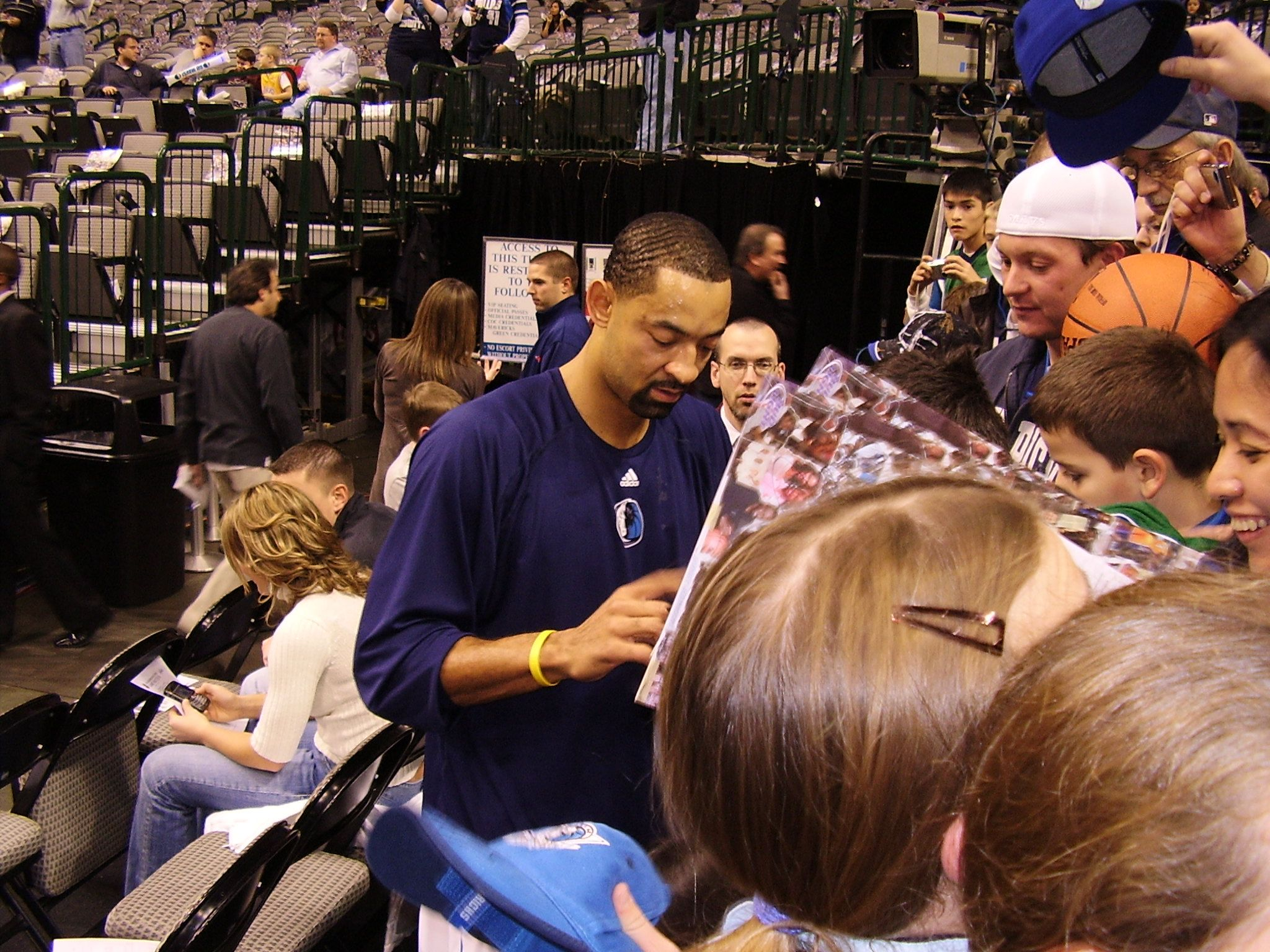
Howard assinando autógrafos como jogador do Dallas Mavericks.

Em 29 de outubro de 2007, o Timberwolves dispensou Howard após um acordo no qual o valor de US$10 milhões seria dividido ao longo de quatro anos, em vez dos cerca de US$14,25 milhões que o Minnesota deveria pagar a ele.
Em 30 de outubro de 2007, Howard concordou com os termos para assinar com o Dallas Mavericks, mas só pôde formalizar o contrato no dia seguinte. Os termos do acordo não foram divulgados publicamente. Durante a temporada de 2007–08, ele jogou 50 jogos, mas não foi titular em nenhum, com médias de 1,1 pontos e 1,6 rebotes. Em seu papel limitado, Howard nunca jogou mais de 18 minutos em um jogo. Os Mavericks de 2007–08 terminaram com um recorde de 51-31 sob o comando do técnico Avery Johnson, mas foram eliminados na primeira rodada dos playoffs de 2008 para o New Orleans Hornets. Nos playoffs, Howard apareceu por um total de 11 minutos em três jogos. Esta foi a primeira temporada na carreira de Howard em que ele não foi titular em nenhum jogo.

### Retorno a Denver (2008)
Em 3 de outubro de 2008, Howard voltou a assinar com o Denver Nuggets, mas foi dispensado depois que os Nuggets realizaram uma troca de três jogadores por Allen Iverson. A troca, feita em 3 de novembro, fez com que o time ultrapassasse o limite de 15 jogadores no elenco. Antes da troca, Howard havia jogado em três partidas durante a temporada de 2008–09.

### Charlotte Bobcats (2008–2009)
Em 12 de dezembro de 2008, Howard foi contratado pelo Charlotte Bobcats. Durante a temporada de 2008–09, ele jogou em 42 partidas, fazendo duas como titular; ele teve médias de 4,1 pontos e 1,8 rebotes. Em seu papel de reserva, jogou mais de 20 minutos em cinco ocasiões, incluindo quatro partidas consecutivas entre 28 de janeiro e 8 de fevereiro, e teve o recorde da temporada com 5 rebotes e 14 pontos. Ele alcançou 10 ou mais pontos em cinco ocasiões. 
Howard jogou por mais tempo em 28 de janeiro, na noite seguinte à lesão de Gerald Wallace, que sofreu um colapso no pulmão esquerdo e uma fratura da costela devido a uma falta flagrante de Andrew Bynum. Naquela partida, em 24 minutos de ação, ele marcou 9 pontos.
No dia 8 de fevereiro, em apenas sua segunda partida como titular pelos Bobcats, Howard jogou 30 minutos, alcançando o recorde da temporada com 14 pontos. A temporada de 2008–09 dos Bobcats terminou com um recorde de 35–47 sob o comando do técnico Larry Brown.

### Portland Trail Blazers (2009–2010)

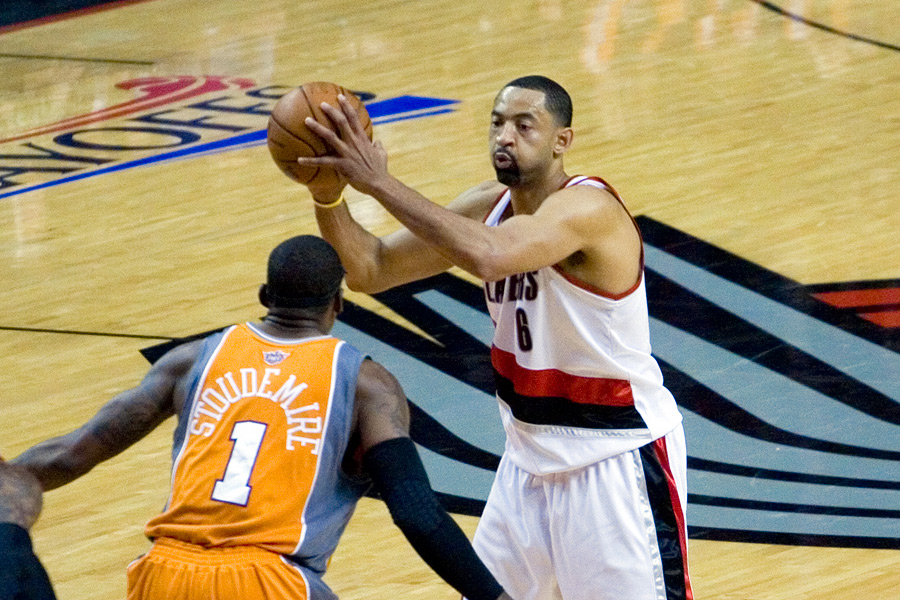
Howard como jogador do Portland Trail Blazers contra Amar'e Stoudemire.

Em 17 de setembro de 2009, Howard assinou um contrato de um ano com o Portland Trail Blazers. Em 22 de dezembro, o pivô Joel Przybilla se lesionou no joelho e abriu espaço para Howard jogar mais minutos. Essa oportunidade lhe permitiu registrar seu primeiro duplo-duplo desde 6 de abril de 2007. No dia seguinte, Howard obteve seu outro duplo-duplo da temporada de 2009–10, quando fez sua primeira partida como titular do ano. Todos os seus jogos com 10 ou mais rebotes ocorreram entre 22 de dezembro e 3 de fevereiro. Em 23 de dezembro, ele iniciou uma sequência de 14 partidas como titular, que se estendeu até 16 de fevereiro, quando ele foi titular em 24 das 26 partidas em que participou. Com as lesões de Przybilla e Greg Oden para o restante da temporada, os Blazers adquiriu Marcus Camby do Los Angeles Clippers em troca de Steve Blake e Travis Outlaw.
Durante a temporada de 2009–10, Howard acumulou dois duplos-duplos, jogou em 73 partidas e foi titular em 27 delas, com médias de 6,0 pontos e 4,6 rebotes. Os Blazers terminaram a temporada regular com um recorde de 50–32 sob o comando do técnico Nate McMillan, mas foram eliminados na primeira rodada dos playoffs de 2010 pelo Phoenix Suns. Howard participou de todos os seis jogos da série de playoffs, com médias de 3,3 pontos e 2,7 rebotes em 14,5 minutos. Ele jogou o maior tempo de sua carreira nos playoffs (17 minutos e 51 segundos) no Jogo 4, quando contribuiu com 8 pontos e 7 rebotes, ajudando a empatar a série.

### Miami Heat (2010–2013)

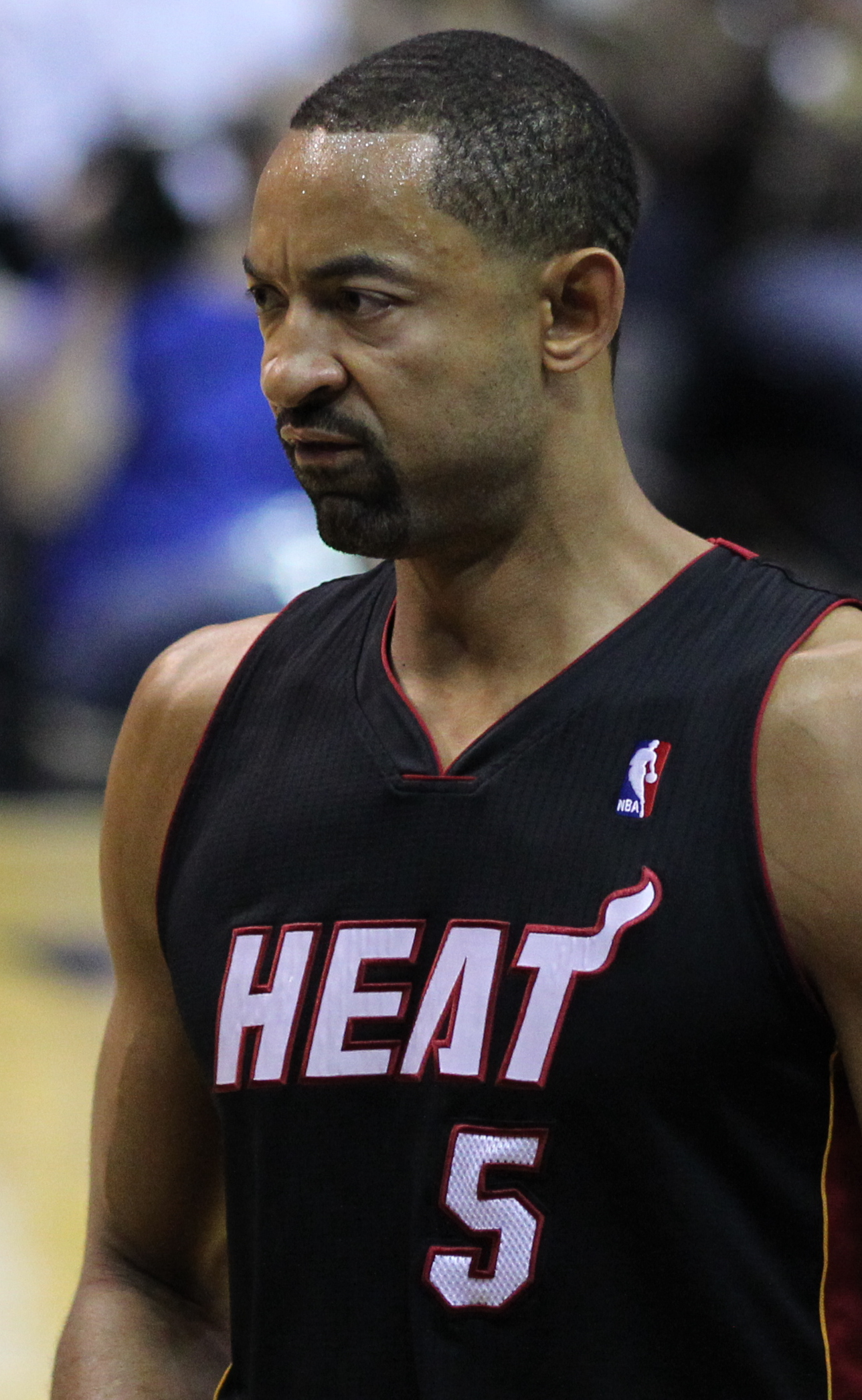
Howard com o Heat em 2011

Em 20 de julho de 2010, Howard acertou com o Miami Heat para a temporada de 2010–11, assinando um contrato de um ano pelo salário mínimo de veterano. Embora fosse pago o salário mínimo pelo Heat, ele ainda estava no último ano de seu contrato de quatro anos com o Minnesota Timberwolves. Ao se juntar ao Heat, Howard integrou uma equipe que também tinha Dwyane Wade, LeBron James e Chris Bosh. Durante a temporada, Howard jogou 57 jogos pelo Heat, todos como reserva, com médias de 2,4 pontos e 2,1 rebotes, tendo seus maiores desempenhos da temporada com 18 pontos e 7 rebotes. O Heat chegou às Finais da NBA mas perdeu para o Dallas Mavericks. Nos playoffs, Howard teve médias de 1,5 pontos e 0,9 rebotes por jogo.
Em 10 de dezembro de 2011, Howard renovou com o Miami Heat pelo mesmo salário mínimo de veterano do ano anterior. Ele jogou 28 partidas da temporada regular, com tempo de quadra limitado. Aos 39 anos, Howard foi o terceiro jogador mais velho ativo na liga durante a temporada de 2011–12, ficando atrás de Kurt Thomas e Grant Hill. Em 21 de junho de 2012, Howard se tornou o primeiro e único membro dos Fab Five a conquistar um título da NBA, como reserva no time campeão do Miami Heat de 2011–12. Após a temporada, Howard se tornou agente livre irrestrito. Na 20ª edição do prêmio ESPY, Howard e seu companheiro de time Mike Miller subiram ao palco para aceitar o prêmio de "Equipe do Ano".

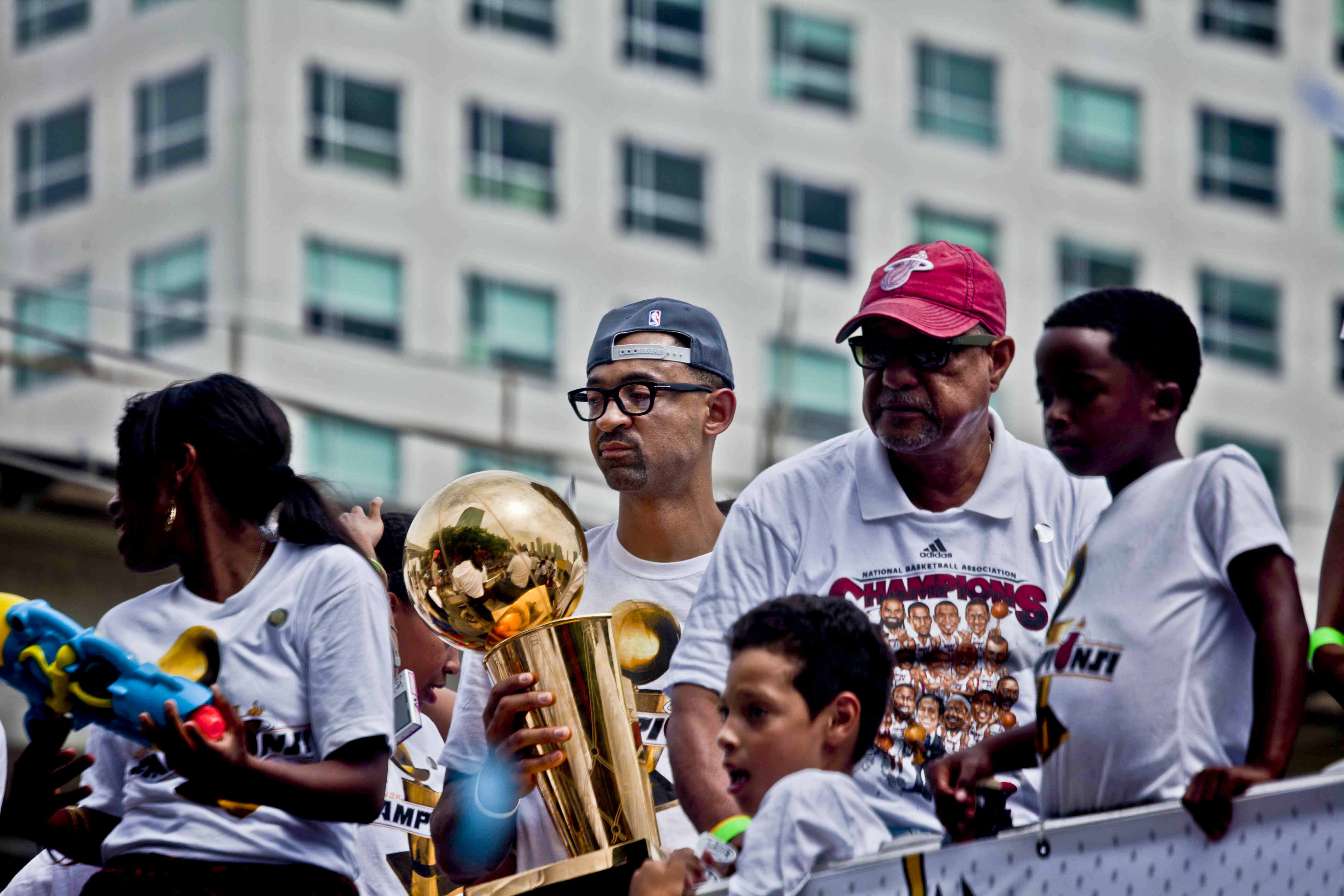
Howard segurando o Troféu Larry O'Brien nas comemorações do Heat em 2012.

Em 2 de março de 2013, Howard assinou um contrato de 10 dias com o Miami Heat para a temporada de 2012–13. Em 12 de março, ele assinou um segundo contrato de 10 dias com o Heat, e em 22 de março, foi contratado até o fim da temporada. Ele fez sua primeira aparição da temporada em 24 de março contra o Charlotte Bobcats, somando 2 pontos, 1 rebote e 2 assistências em 3 minutos de jogo, enquanto o Heat continuavam sua sequência de 26 vitórias consecutivas. Em 15 de abril, Howard teve sua primeira titularidade desde 14 de abril de 2010, na vitória do Heat contra o Cleveland Cavaliers, onde a equipe venceu sem James, Wade, Bosh, Shane Battier, Mario Chalmers e Udonis Haslem na penúltima partida da temporada regular. A partida de 17 de abril, contra o Orlando Magic, foi a de número 900 de sua carreira como titular. Com a aposentadoria de Grant Hill em 1º de junho de 2013, Howard se tornou o jogador mais velho ativo da NBA, aos 40 anos. Durante os playoffs, Howard não entrou em quadra.

## Perfil de jogador

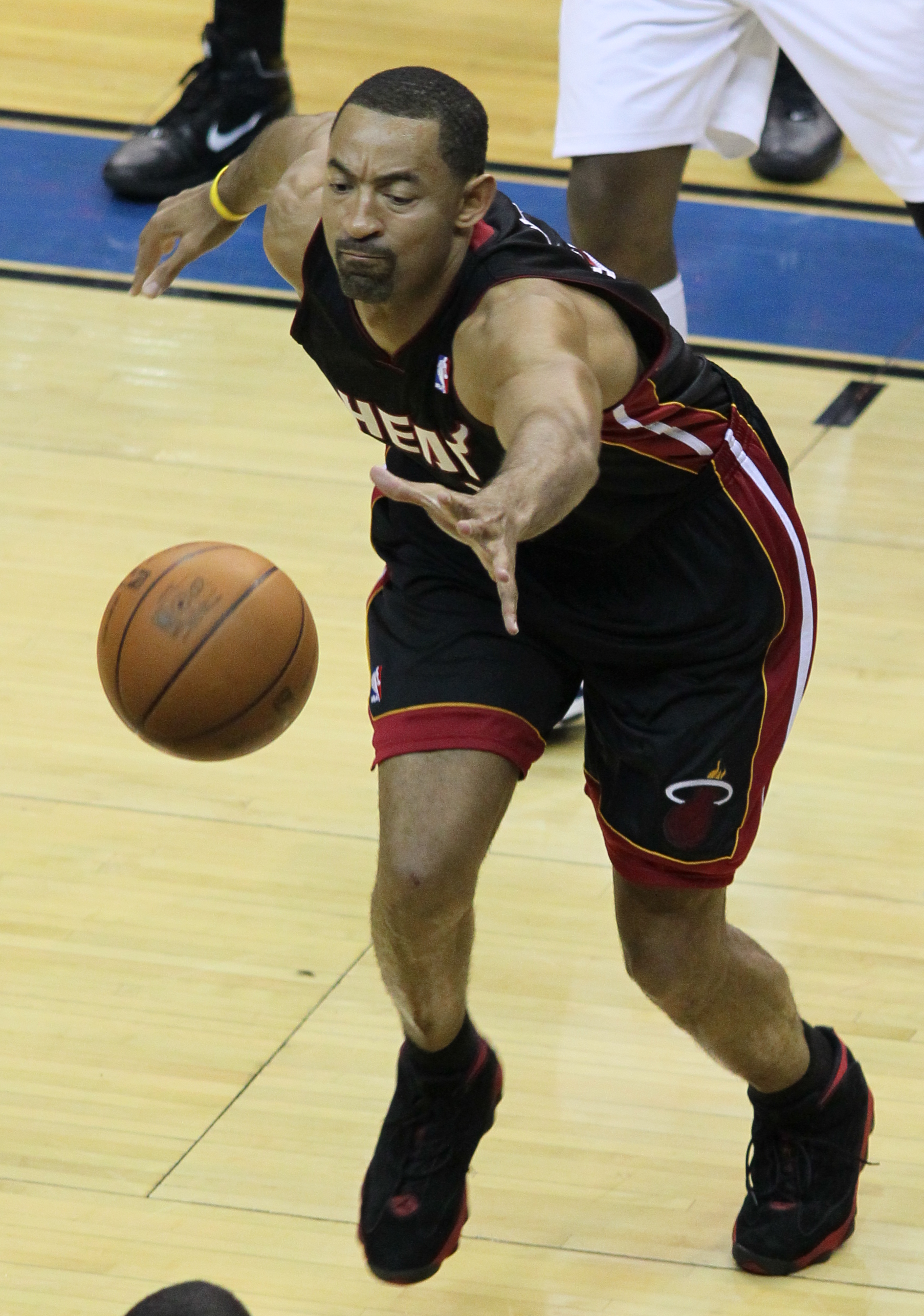
Howard se lançando para pegar uma bola solta em 2010.

Na universidade, Howard era considerado um dos melhores defensores de garrafão do país. Sua consistência foi descrita pelo jornalista do Chicago Tribune, Skip Myslenski, como sendo o "lastro" de Michigan, estabilizando o time em diversas ocasiões quando este vacilava. Ele também foi visto como o "salvador" da equipe, resgatando-os de muitos erros.
Após o draft de 1994, o analista da NBA, Doug Collins, descreveu Howard como um jogador capaz de "jogar com as costas para a cesta" e "arremessar de cerca de 5 metros de distância", destacando sua "energia e emoção". O gerente geral do Washington Bullets, John Nash, que estava desapontado por Jason Kidd não estar mais disponível na quinta escolha do draft, disse a Jerry Bembry do The Baltimore Sun que Howard era "tão fundamental quanto qualquer outro jogador no draft", e que "ele tinha uma disciplina no jogo e usava um alto nível de habilidade e técnica". Bembry acrescentou que Howard não só conseguia jogar no garrafão, mas também passava bem e tinha um bom arremesso de média distância, além de ser um excelente defensor posicional. O técnico dos Bullets, Jim Lynam, descreveu Howard como um "jogador completo" e afirmou: "Ele pode te defender e pode marcar pontos sobre você." Nash ainda destacou que "as coisas que mais me impressionaram foram seu caráter, sua inteligência e sua visão de jogo. Ele tem um perfil de líder".
Quando se tornou agente livre pela primeira vez, em 1996, Howard foi descrito como versátil o suficiente para jogar como ala, ala-pivô e pivô, e Michael Jordan elogiou seu "jogo, ética de trabalho e caráter". Como jogador do Dallas Mavericks na temporada de 2000–01, ele ainda era visto como um jogador ofensivo versátil, capaz de "aproveitar-se dos defensores menores no garrafão e também esticar sua defesa contra jogadores maiores" além de ser um bom reboteiro. Em 2001, Lacy J. Banks, do Chicago Sun-Times, o classificou como um jogador de alto custo e baixo rendimento, mas em 2002, Banks o descreveu como um veterano sólido na posição de ala-pivô. Na NBA, Howard desenvolveu um respeitado jogo de post-up e uma reputação como líder veterano, conforme mencionado por Kiki Vandeweghe, gerente geral do Denver Nuggets em 2003.
Quando assinou com o Miami Heat em 2010, Howard foi elogiado por sua habilidade em jogar tanto na posição de ala-pivô quanto de pivô, além de ser reconhecido por seu profissionalismo. Ele também foi considerado um jogador que acrescentava dureza no frontcourt. Como um dos jogadores mais experientes do Heat, ele foi visto como um possível futuro treinador ou gerente geral da NBA.

## Carreira como treinador

### Miami Heat (2013–2019)
Em 28 de setembro de 2013, o Miami Heat anunciou uma reestruturação em sua organização, que incluiu a confirmação de que Howard permaneceria com a equipe, mudando oficialmente para um cargo de assistente técnico. Essa vaga de assistente surgiu após Chad Kammerer e Keith Askins serem transferidos de cargos de técnico para posições de olheiro. Essa mudança indicou efetivamente a aposentadoria de Howard como jogador de basquete, uma vez que as regulamentações da liga proíbem um jogador ativo de ocupar uma posição de técnico.
Howard passou seis temporadas com o Heat como assistente técnico. Em seu primeiro ano, o Heat chegou às finais da NBA de 2014, no último ano da tríade formada por LeBron James, Dwyane Wade e Chris Bosh, mas perdeu para o San Antonio Spurs em cinco jogos. Durante o restante de sua permanência como assistente técnico em Miami, o Heat fez mais duas aparições nos playoffs.
Como assistente, Howard teve a oportunidade de trabalhar com vários All-Stars, incluindo James, Wade, Bosh, Ray Allen e Bam Adebayo.

### Michigan (2019–2024)
Em 22 de maio de 2019, Howard foi nomeado o treinador principal da equipe de basquete masculino da Universidade de Michigan, assinando um contrato de cinco anos. Em 2021, após guiar os Wolverines a um recorde de 14–3 na temporada regular da Big Ten e conquistar o primeiro título da temporada regular da Big Ten em sete anos, Howard foi nomeado o Treinador do Ano pela Big Ten Conference, pelo Sporting News e pela Associated Press. Michigan também foi classificado como o seed número 1 no Torneio da NCAA de 2021, tornando Howard a primeira pessoa na história da NCAA a participar do torneio como seed número 1 tanto como jogador quanto como treinador. Em 16 de novembro de 2021, Howard assinou uma extensão de contrato com Michigan por mais cinco anos, com validade até a temporada de 2025–26.
No entanto, em 20 de fevereiro de 2022, ocorreu um incidente envolvendo Howard após uma partida entre Michigan e Wisconsin no Kohl Center, quando Howard agrediu o assistente técnico de Wisconsin, atingindo-o no rosto. No dia seguinte, Howard foi suspenso pelo restante da temporada regular e multado em US$40.000 por violar de maneira clara a Política de Esportividade da Big Ten Conference. Ele foi liberado para retornar durante o Torneio da Big Ten e, posteriormente, ao Torneio da NCAA, onde os Wolverines chegaram ao Sweet Sixteen.
Em 15 de março de 2024, Michigan anunciou que estava encerrando seu vínculo com Howard após cinco anos como treinador da equipe.

### Brooklyn Nets (2024–Presente)
Em 26 de abril de 2024, Howard se juntou ao Brooklyn Nets como assistente técnico de Jordi Fernández.

## Vida pessoal
Howard tem seis filhos. Um de seus filhos, Juwan Howard Jr. (nascido em 5 de fevereiro de 1992), é filho de Markita Blyden, que foi vice-campeã do prêmio de Miss Basketball de Michigan, quando ela e sua irmã gêmea lideraram a equipe do ensino médio Murray–Wright de Detroit à final do campeonato estadual de 1990.
Em 6 de julho de 2002, Howard se casou com Jenine Wardally. Eles têm dois filhos: Jace, que nasceu no final de setembro de 2001, e Jett, que é dois anos mais novo. Jace jogou sob a orientação de seu pai na Universidade de Michigan. Jett jogou ao lado do irmão em Michigan até ser selecionado pelo Orlando Magic como a 11ª escolha no draft da NBA de 2023.
Howard é primo de Angela Jackson, mãe dos atletas da NBA, Jalen McDaniels e Jaden McDaniels, o que faz com que ele seja primo de primeiro grau, e seus filhos, portanto, são primos de segundo grau deles.

### Filantropia
Como atleta universitário na Universidade de Michigan, Howard se ofereceu como voluntário para visitar pacientes no University of Michigan Health System Hospitals em Ann Arbor, Michigan. Ele continuou a se envolver em trabalhos de caridade e visitas a hospitais durante toda a sua carreira, incluindo o evento Stay in School Jam, que reuniu 6.500 estudantes locais e contou com a participação de vários companheiros de equipe e do cantor de R&B, Usher.
Em 2001, Howard foi reconhecido como um dos "Good Guys in Sports" pela The Sporting News devido às suas contribuições cívicas. Howard organiza um acampamento de basquete gratuito anualmente para jovens, possibilitado por uma parceria entre a Juwan Howard Foundation e as Chicago Public Schools (CPS), Jordan Brand, Dell Computers, EMI Music e a NBA. Sua fundação também colabora com as CPS para promover um desafio de leitura; os 300 melhores leitores, dentre 30.000 participantes anuais, têm a oportunidade de participar de seu acampamento.
Durante e após seu tempo no Miami Heat, Howard foi ativo em atividades de alcance comunitário, arrecadação de fundos e esforços humanitários na região da Florida.

### Filme e televisão
Howard apareceu no filme de basquete de 1994, Hoop Dreams. Ele teve um pequeno papel no drama de televisão The West Wing, aparecendo em um episódio de 1999 como um ex-jogador de basquete de Duke.
Outras aparições incluem o episódio The Art of Give and Take de Arli$$ de 15 de agosto de 1999, o episódio Son-in-Law da temporada 2 de Hang Time de 9 de novembro de 1996, e o documentário de 2011, The Fab Five, produzido por seu companheiro de equipe em Michigan, Jalen Rose. Após sua 18ª temporada na NBA, Howard trabalhou com Rick Ross para produzir uma música de rap intitulada "It's Time to Ball", de um álbum que Howard estava trabalhando, chamado Full Court Press Volume 1.
Mais recentemente, Howard fez uma breve aparição em uma cena de um jogo de basquete em The Last Dance, um documentário sobre o Chicago Bulls de 1997-98.

## Estatísticas da carreira

### Como jogador

#### NBA

##### Temporada regular
| Ano      | Equipe     | PJ   | PT  | MPP  | %TC  | %3P  | %TL   | RPP | APP | ROB | TPP | PPP  |
| -------- | ---------- | ---- | --- | ---- | ---- | ---- | ----- | --- | --- | --- | --- | ---- |
| 1994-95  | Washington | 65   | 52  | 36.1 | .489 | .000 | .664  | 8.4 | 2.5 | .8  | .2  | 17.0 |
| 1995-96  | Washington | 81   | 81  | 40.7 | .489 | .308 | .749  | 8.1 | 4.4 | .8  | .5  | 22.1 |
| 1996-97  | Washington | 82   | 82  | 40.5 | .486 | .000 | .756  | 8.0 | 3.8 | 1.1 | .3  | 19.1 |
| 1997-98  | Washington | 64   | 64  | 40.0 | .467 | .000 | .721  | 7.0 | 3.3 | 1.3 | .4  | 18.5 |
| 1998-99  | Washington | 36   | 36  | 39.7 | .474 | .000 | .753  | 8.1 | 3.0 | 1.2 | .4  | 18.9 |
| 1999-00  | Washington | 82   | 82  | 35.5 | .459 | .000 | .735  | 5.7 | 3.0 | .8  | .3  | 14.9 |
| 2000-01  | Washington | 54   | 54  | 36.7 | .474 | .000 | .770  | 7.0 | 2.9 | .9  | .4  | 18.2 |
| 2000-01  | Dallas     | 27   | 27  | 36.8 | .488 | .000 | .780  | 7.1 | 2.6 | 1.1 | .6  | 17.8 |
| 2001-02  | Dallas     | 53   | 44  | 31.3 | .462 | .000 | .754  | 7.4 | 1.8 | .5  | .6  | 12.9 |
| 2001-02  | Denver     | 28   | 28  | 34.9 | .457 | .000 | .770  | 7.9 | 2.7 | .6  | .6  | 17.9 |
| 2002-03  | Denver     | 77   | 77  | 35.5 | .450 | .500 | .803  | 7.6 | 3.0 | 1.0 | .3  | 18.4 |
| 2003-04  | Orlando    | 81   | 77  | 35.5 | .453 | .000 | .809  | 7.0 | 2.0 | .7  | .3  | 17.0 |
| 2004-05  | Houston    | 61   | 47  | 26.6 | .451 | .000 | .843  | 5.7 | 1.5 | .5  | .1  | 9.6  |
| 2005-06  | Houston    | 80   | 80  | 31.7 | .459 | .000 | .806  | 6.7 | 1.4 | .6  | .1  | 11.8 |
| 2006-07  | Houston    | 80   | 38  | 26.5 | .465 | .000 | .824  | 5.9 | 1.6 | .4  | .1  | 9.7  |
| 2007-08  | Dallas     | 50   | 0   | 7.1  | .359 | .000 | .786  | 1.6 | .3  | .1  | .0  | 1.1  |
| 2008-09  | Denver     | 3    | 0   | 7.3  | .500 | .000 | .000  | 1.3 | .7  | .3  | .3  | .7   |
| 2008-09  | Charlotte  | 39   | 2   | 11.5 | .510 | .000 | .676  | 1.8 | .6  | .2  | .1  | 4.4  |
| 2009-10  | Portland   | 73   | 27  | 22.4 | .509 | .000 | .786  | 4.6 | .8  | .4  | .1  | 6.0  |
| 2010-11  | Miami      | 57   | 0   | 10.4 | .440 | .000 | .829  | 2.1 | .4  | .2  | .1  | 2.4  |
| 2011-12  | Miami      | 28   | 0   | 6.8  | .309 | .000 | .800  | 1.7 | .4  | .1  | .0  | 1.5  |
| 2012-13  | Miami      | 7    | 2   | 7.3  | .526 | .000 | 1.000 | 1.1 | .9  | .0  | .0  | 3.0  |
| Total    | Total      | 1208 | 900 | 27.3 | .462 | .036 | .746  | 5.5 | 1.9 | .6  | .2  | 11.9 |
| All-Star | All-Star   | 1    | 0   | 16.0 | .200 | .000 | .000  | 6.0 | 2.0 | 1.0 | .0  | 2.0  |

##### Playoffs
| Ano   | Equipe     | PJ | PT | MPP  | %TC  | %3P  | %TL  | RPP | APP | ROB | TPP | PPP  |
| ----- | ---------- | -- | -- | ---- | ---- | ---- | ---- | --- | --- | --- | --- | ---- |
| 1997  | Washington | 3  | 3  | 43.0 | .465 | .000 | .889 | 6.0 | 1.7 | .7  | .7  | 18.7 |
| 2001  | Dallas     | 10 | 10 | 39.1 | .360 | .000 | .800 | 8.3 | 1.4 | .6  | .5  | 13.4 |
| 2007  | Houston    | 7  | 0  | 22.4 | .400 | .000 | .636 | 4.4 | 1.0 | .7  | .0  | 5.0  |
| 2008  | Dallas     | 3  | 0  | 3.7  | .000 | .000 | .250 | .0  | .3  | .0  | .0  | .3   |
| 2010  | Portland   | 6  | 0  | 14.5 | .526 | .000 | .000 | 2.7 | .7  | .2  | .2  | 3.3  |
| 2011  | Miami      | 11 | 0  | 5.5  | .444 | .000 | .692 | .9  | .1  | .0  | .0  | 1.5  |
| 2012  | Miami      | 9  | 0  | 2.7  | .286 | .000 | .750 | .1  | .0  | .0  | .0  | .8   |
| Total | Total      | 49 | 13 | 17.5 | .394 | .000 | .758 | 3.2 | .7  | .3  | .2  | 5.5  |

### Como treinador
| Temporada                                            | Time     | Recorde      | Conferência  | Classificação | Pós-Temporada               |
| ---------------------------------------------------- | -------- | ------------ | ------------ | ------------- | --------------------------- |
| Michigan Wolverines (Big Ten Conference) (2019–2024) |          |              |              |               |                             |
| 2019–20                                              | Michigan | 19–12        | 10–10        | 9º            | Cancelado devido a Covid-19 |
| 2020–21                                              | Michigan | 23–5         | 14–3         | 1º            | Elite Eight                 |
| 2021–22                                              | Michigan | 19–15        | 11–9         | 7º            | Sweet 16                    |
| 2022–23                                              | Michigan | 18–16        | 11–9         | 5º            | Segunda Rodada do NIT       |
| 2023–24                                              | Michigan | 8–24         | 3–17         | 14º           |                             |
|                                                      |          | 87–72 (.547) | 49–48 (.505) |               |                             |